# Baradili
Baradili (Bobadri in sardo) è un comune italiano di 78 abitanti della provincia di Oristano in Sardegna. È il comune meno popolato della regione.

## Storia
Territorio abitato in epoca nuragica e probabilmente romana, nel Medioevo appartenne al Giudicato di Arborea e fece parte della curatoria della Marmilla. Alla caduta del giudicato (1410) passò agli aragonesi e fu incluso nell'Incontrada di Marmilla, feudo dei Carroz conti di Quirra. Dal 1603 fece parte del Marchesato di Quirra, feudo dei Centelles. Nel 1839, con la soppressione del sistema feudale, fu riscattato agli ultimi feudatari, gli Osorio de la Cueva, per diventare un comune amministrato da un sindaco e da un consiglio comunale.
Nel 1927 il comune di Baradili venne aggregato al limitrofo comune di Baressa.
Recuperò l'autonomia nel 1945.

### Simboli
Lo stemma e il gonfalone del comune di Baradili sono stati concessi con decreto del presidente della Repubblica del 13 giugno 2002.
Il gonfalone municipale è costituito da un drappo di giallo.

## Monumenti e luoghi d'interesse
Il suo aspetto è quello di un borgo medioevale con numerose case storiche.

### Siti archeologici
Nel territorio di Baradili è presente un nuraghe:
- Nuraghe Candeli

## Società

### Evoluzione demografica
Abitanti censiti

### Lingue e dialetti
La variante del sardo parlata a Baradili è il campidanese occidentale.

## Cultura

### Feste e sagre
Ogni anno a Baradili si svolge la sagra del Raviolo nella domenica tra il 13 e il 19 luglio; il 20 luglio si festeggia Santa Margherita di Antiochia patrona del piccolo Comune.
La sagra prende spunto da una leggenda secondo la quale in un 13 luglio di un tempo lontano, alcuni giovani contadini, mentre aravano un terreno in campagna, ritrovarono la statuina di Santa Margherita. 
I contadini portarono la statuina al parroco che, pronto a pranzare, era già seduto a tavola davanti a un piatto con tre ravioli. 
La voce del ritrovamento ben presto si sparse per il paese facendo accorrere tutta la popolazione, e quel pranzo semplice si trasformò in un vero e proprio banchetto. 
I ravioli sembravano non finire mai; bastarono per il parroco, per i tre giovani, e per tutte le persone del paese che accorsero per rendere omaggio alla statua della loro patrona. Da quel momento si festeggiò Santa Mragarida Agattada (Santa Margherita ritrovata) o de is cruguxionis (dei ravioli).
Nel 1995 venne organizzata la prima sagra dei Ravioli, che da allora viene riproposta ogni anno accompagnata da altre attività culturali e di valorizzazione dei prodotti locali, oltre naturalmente alla distribuzione di ravioli nelle diverse varietà: con ricotta e limone, con ricotta e spinaci, con patate, preparati a mano secondo le antiche ricette tradizionali.

## Amministrazione
| Periodo         | Periodo         | Primo cittadino    | Partito                                      | Carica  | Note   |
| --------------- | --------------- | ------------------ | -------------------------------------------- | ------- | ------ |
| 6 giugno 1993   | 27 aprile 1997  | Lino Zedda         | Democrazia Cristiana                         | Sindaco | [ 6 ]  |
| 27 aprile 1997  | 13 maggio 2001  | Lino Zedda         | Centro                                       | Sindaco | [ 7 ]  |
| 13 maggio 2001  | 28 maggio 2006  | Ignazio Zedda      | liste civiche di centro-sinistra             | Sindaco | [ 8 ]  |
| 28 maggio 2006  | 15 maggio 2011  | Lino Zedda         | lista civica                                 | Sindaco | [ 9 ]  |
| 15 maggio 2011  | 5 giugno 2016   | Lino Zedda         | lista civica "Tredici per Cento"             | Sindaco | [ 10 ] |
| 5 giugno 2016   | 11 ottobre 2021 | Lino Zedda         | lista civica "Baradili Sviluppo Sostenibile" | Sindaco | [ 11 ] |
| 11 ottobre 2021 | in carica       | Anna Maria Camedda | lista civica "Baradili idea comune"          | Sindaco | [ 12 ] |